# Roy Heath
Roy Aubrey Kelvin Heath (geb. 13. August 1926, Georgetown, Britisch-Guayana; gest. 14. Mai 2008, London, Vereinigtes Königreich) war ein Schriftsteller aus Guyana. Er lebte über fünf Jahrzehnte in Großbritannien, wo er neben dem Schreiben als Lehrer arbeitete. Sein Roman The Murderer („Der Mörder“, 1978) gewann den Guardian Fiction Prize. Weitere Bekanntheit erlangte er durch seine „Georgetown Trilogy“ (auch: The Armstrong Trilogy, 1994), mit den Romanen From the Heat of the Day (1979), One Generation (1980), und Genetha (1981). Heath sagte, sein Schreiben sei „gedacht als dramatische Chronik des Guyana des 20. Jahrhunderts“ (“intended to be a dramatic chronicle of twentieth-century Guyana”). Sein Werk wurde beschrieben als „gekennzeichnet durch umfassende soziale Beobachtung, tiefgreifende psychologische Analyse und energisches, pikareskes Handeln“  (“marked by comprehensive social observation, penetrating psychological analysis, and vigorous, picaresque action”).

## Leben
Roy Heath wurde in Georgetown im damaligen Britisch-Guayana geboren. „Durch seine Adern floss afrikanisches, indisches, europäisches und indianisches Blut“ (“he had African, Indian, European and Amerindian blood running through his veins”). Er war der zweite Sohn und das jüngste von vier Kindern von Melrose Arthur Heath (gest. 1928), dem Schulleiter einer Grundschule, und dessen Frau, Jessie de Weever (gest. 1991), einer Musiklehrerin. Er erhielt seine Schulbildung an der Central High School in Georgetown. Er arbeitete als Treasury Clerk (Finanzbeamter, 1944–1951) bevor er 1951 nach Großbritannien ging.
Er besuchte die University of London (1952–1956), erwarb einen B.A. Honours in Modern Languages und studierte auch Rechtswissenschaft. Er erhielt 1964 eine Anwaltslizenz (called to the bar) von Lincoln’s Inn (und in Guyana 1973), obwohl er niemals als Anwalt praktizierte. Seit 1959 betrieb er seine Karriere als Schriftsteller und als Lehrer in London, wo er bis zu seinem Tod im Alter von 81 Jahren lebte. Im Alter litt er an Parkinson.
Rohan Heath, der Gründer der Band Urban Cookie Collective, ist sein Sohn.

## Werk
Obwohl Heath Britisch-Guayana 1951 verließ, „hat es ihn nie verlassen. Er hat immer nur über das Land seiner Mutter geschrieben, nie über seine Wahlheimat“ (“it never left him. He only ever wrote about his mother’s land, never his adopted home”). Mark McWatt schrieb: „Guyana ist immer der Schauplatz seiner Romane, und seine Hauptstadt und ländlichen Dörfer werden mit einer so kraftvollen und minutiösen Detailliertheit beschworen, dass es den Anschein erwecken würde, dass der Autor häufige Besuche braucht.“ Allerdings, „Obwohl [Heaths] Romane reichlich von seinen obsessiven und akribischen Erinnerungen an Georgetown und das Küstenland gespeist haben, können seine Romane nicht als Hommagen an den Ort und seine Menschen bezeichnet werden. Stattdessen scheinen sie die Misserfolge und beschämenden Unzulänglichkeiten von zu Individuum und Gemeinschaft zu enthüllen.“
Seine Kurzgeschichte Miss Mabel’s Burial wurde 1972 in der guyanischen Zeitschrift Kaie veröffentlicht; eine andere Geschichte, The Wind and the Sun, erschien zwei Jahre später in der jamaikanischen Zeitschrift Savacou.
Heath’s erster Roman, A Man Come Home (Ein Mann kommt heim), wurde 1974 von Longman veröffentlicht, wo Anne Walmsley Publisher für Karibik-Themen war. Der Einzugsbereich hatte nur einen begrenzten Fokus auf den lokalen Bildungsmarkt. Als Heath sein nächstes Buch fertigstellte, „drängte Walmsley ihn, sich woanders nach einem Verlag umzusehen, der seinem Werk die Anerkennung und die großen Verkaufszahlen verschaffen könnte, die es verdiente. Wer wäre besser geeignet, als die damals noch jungen Allison and Busby?“ Margaret Busby, die Herausgeberin von A&B, nahm Heaths nächsten Roman an. The Murderer wurde 1978 veröffentlicht und gewann noch im selben Jahr den Guardian Fiction Prize des Guardian und wurde vom The Observer besprochen. Dort hieß es: „geheimnisvoll authentisch und einzigartig als Kunstwerk“ (“mysteriously authentic, and unique as a work of art”). The Murderer wurde 1999 in The Modern Library: 200 Best Novels in English since 1950 von Carmen Callil und Colm Tóibín aufgenommen.
Heaths nächste drei Romane waren From the Heat of the Day („Von der Hitze des Tages“, 1979), One Generation („Eine Generation“, 1980) und Genetha (1981), die letztendlich in einem Sammelband unter dem Titel The Armstrong Trilogy veröffentlicht wurden. Seine anderen Romane waren Kwaku; or, The Man Who Could Not Keep His Mouth Shut („Kwaku; oder, der Mann, der seinen Mund nicht haltn konnte“, 1982), Orealla (1984), The Shadow Bride („Schattenbraut“, 1988) und The Ministry of Hope („Dienst der Hoffnung“, 1997). Seine Romane „fangen die Ängste der Moderne angesichts lähmender wirtschaftlicher Kräfte ein und erforschen die Lasten der Vergangenheit, die durch Sklaverei, Vertragsarbeit und Entrechtung der Amerindianer geprägt waren.“
Heath verfasste auch Sachbücher, darunter Shadows Round the Moon: Caribbean Memoirs („Schatten um den Mond, Karibische Erinnerungen“, 1990) und Schauspiele. Seine Inez Combray wurde 1972 in Georgetown, produziert und gewann in diesem Jahr den Guyana Theatre Guild Award.
1983, während eines Urlaubs in Guyana, hielt Heath die Edgar Mittelholzer Memorial Lecture, unter dem Titel „Art and Experience“ in Georgetown. In der Vorlesung erklärte Heath: „Der Preis, den der Künstler für seinen Egoismus zahlt, ist hoch. Auf einer Ebene zwingt ihn der Egoismus zum Schaffen, während derselbe Egoismus ihn zu zerstören droht. Der Erfolg steigt ihm nicht nur zu Kopf, er bleibt dort. Er stellt Forderungen, die er nicht befriedigen kann. Ich bin mir all dessen sehr bewusst und versuche daher, unnötige Werbung zu meiden.“
1989 wurde ihm der Guyana Prize for Literature verliehen für seinen Roman The Shadow Bride, welcher auch auf die Shortlist für den Booker Prize 1991 kam, Publishers Weekly schrieb: „Heaths bescheidener, unprätentiöser Stil untermauert einen kraftvollen Realismus, während seine subtile Analyse familiärer Konflikte zu einem tragischen und bewegenden Höhepunkt führt.“

## Rezeption
Heaths Schriften wurden weithin gelobt und er wurde als „wirklich einer der brillantesten Geschichtenerzähler aller Zeiten“ bezeichnet, wobei Rezensenten zu verschiedenen Zeiten seine Arbeit mit der Arbeit so großer Schriftsteller wie D. H. Lawrence, R. K. Narayan, Dostojewski und Tolstoi, oder auch Graham Greene, Joseph Conrad, V. S. Naipaul und anderen verglichen haben. Salman Rushdie bezeichnete ihn als „schönen Schriftsteller“ (“a beautiful writer”) und Edward Blishen als „einfach einer der erstaunlich besten Romanschriftsteller unserer Zeit“ (“simply one of the most astonishingly good novelists of our time”). Heath könnte besser bekannt sein, hätte er nicht immer persönliche Publicity vermieden. Er glaubte immer, sein Werk solle für sich selbst sprechen.

### The Murderer
Als Gewinner des Guardian Fiction Prize 1978 wurde The Murderer sehr positiv aufgenommen und die Erstveröffentlichung von Kritikern positiv bewertet und spätere Auflagen wurden beschrieben: „geheimnisvoll authentisch und einzigartig als Kunstwerk“ (“mysteriously authentic, and unique as a work of art”, The Observer) und „eine beeindruckende Studie eines Mannes, der in Paranoia und Wahnsinn versinkt“ (“an impressive study of a man’s descent into paranoia and madness”, Publishers Weekly).
„Was besonders beeindruckend an The Murderer ist, ist die Umsetzung eines Stils, der Emotionen abschneidet…“ (Wilson Harris: World Literature Written in English).

### The Armstong Trilogy
„Eine karge, düstere Saga über zwei Generationen im Leben einer guyanischen Familie, die um Ansehen kämpft, aber nicht in der Lage ist, nur die flüchtigsten Momente des Glücks zu ergattern. …Wie der frühe DH Lawrence verleiht Heath den vertrauten Prüfungen dieser Familie eine elementare Kraft, als ob alles zum ersten Mal geschehen würde. Das Ergebnis ist erschütternd in seiner Einfachheit und kumulativen Kraft.“ (Kirkus Reviews)
„Mr. Heath ist ein sanfter Gesellschaftssatiriker mit einem prägnanten, forschenden Stil; seine Prosa ist voller Ironien, sowohl offener als auch subtiler… Roy Heaths solide Hingabe an Charakter, Handlung und Emotionen, an die Details des täglichen Lebens und dessen begrabene Tragödien ist weder postmodern noch modernistisch. Trotz der Affinität seines Werks zu Dostojewski, Hardy und dem Joyce der ‚Dubliners‘ ist es unmöglich, ein Datum dafür festzulegen: Die postkoloniale Welt hat ihre eigenen einzigartigen Zeitlinien. Diesen Autor jedoch als altmodisch zu bezeichnen, ist nichts als Lob“ (The New York Times).

### Kwaku; or, the Man Who Could Not Keep His Mouth Shut
„Heath ist ein Meister der skurrilen, unaufdringlichen Komödie; sein liebevolles Einfühlungsvermögen gegenüber seinen Charakteren wird niemals durch Herablassung beeinträchtigt. Er ist ein etwas kantigerer RK Narayan, und in seiner onkelhaften Faszination für Täuscher und Betrüger steckt mehr als nur ein Hauch von Kipling. Ein wundervoller Roman, der sowohl für sich allein als auch im Zusammenspiel mit seiner ebenso unwiderstehlichen Fortsetzung beeindruckend steht. Es besteht kein Zweifel mehr daran, dass Heath einer der besten Schriftsteller der Welt ist.“ (Kirkus Reviews)
„Kwaku stammt aus einer langen Reihe literarischer Possenreißer, denen es gelingt, über die intelligenten Menschen um sie herum zu triumphieren. Die Sprache, die Mr. Heath verwendet, um diesen Prozess zu beschreiben, ist an manchen Stellen luxuriös und stark barock, an anderen süß komisch. Die Clownerie des Helden verbirgt eine essentielle Weisheit und Güte. Am Ende ist er nicht in der Lage, so verhärtet und korrupt zu werden wie die Menschen, denen er so verzweifelt nachzueifern versucht, und darin liegt sein größter Erfolg.“ (Mark Childress, The New York Times).

### Orealla
„… dieser Roman hat Wilson Harris vielleicht ebenso viel zu verdanken wie Mittelholzer, da er die gemeinschaftlichen, spirituellen und moralischen Werte des traditionellen indianischen Lebens kontrastiert“ (Stewart Brown: Kyk-over-Al)
„Heaths Romane sind so durchdrungen von lokalen Sehenswürdigkeiten, Geräuschen, Gerüchen, Sprache und einzigartigen Merkmalen der Landschaft, dass sie seltene und tiefgreifende Einblicke in die Geschichte und Kultur Guyanas des 20. Jahrhunderts bieten“ (Frank Birbalsingh: Indo-Caribbean World).

### The Shadow Bride
„Der in Guyana geborene Heath (die großartige Armstrong-Trilogie, 1994 usw.) übertrifft sich selbst mit dieser ehrgeizigen, anschaulich geschriebenen, psychologisch reichen Chronik – angesiedelt in seinem eigenen farbenfrohen, multirassischen Heimatland – von kompromittierten Ambitionen und Familienkonflikten. …Und in der erschütternden Entwicklung von Mutterliebe, über sexuelle Versklavung, bis hin zu Gewalt und Wahnsinn von Bettas überlebensgroßer Mutter ist dem Autor eine Meisterleistung der Charakterisierung gelungen: Dies ist eine Frau, die kein Leser so schnell vergessen wird. Auch Heaths brillanter Roman – ein Buch, welches sich durch seine flexible und lyrische Prosa, den fachmännischen Umgang mit den verschiedenen einheimischen Bevölkerungsgruppen, die Varianten des Pidgin-Englisch und den einprägsamen Gebrauch figurativer Sprache auszeichnet – wurde für den Booker Prize nominiert. Es ist kaum zu glauben, dass es nicht gewonnen hat“ (Kirkus Reviews).
„Heaths bescheidener, unprätentiöser Stil untermauert einen kraftvollen Realismus, während seine subtile Analyse von Familienkonflikten zu einem tragischen und bewegenden Höhepunkt führt“ (Publishers Weekly).

### The Ministry of Hope
„Ein wunderbarer komischer Roman… Eine dramatische Darstellung der Charaktere in Aktion, die selten von einem zeitgenössischen Romanautor erreicht wurde. In jeder Hinsicht ein Triumph“ (Kirkus Reviews).
„Mit einem guten Gespür für komische Dialoge und einem Auge für die Ironie widerstreitender Persönlichkeiten… steuert Heath sein charmantes Schiff aus Narren und Schurken gekonnt durch ein Meer pikaresker Korruption zu einem großzügigen Abschluss“ (Publishers Weekly).

### Shadows Round the Moon
„In seinem Memoirenroman ‚Shadows Round the Moon‘ bietet Heath Erinnerungen an das Kolonialleben und die karibische Kultur. Bemerkenswert sind seine Reproduktionen des guyanischen Dialekts sowie seine Beschreibungen der kreolischen (schwarzen), hinduistischen und muslimischen Gemeinschaften“ (Raymond Williams).

## Bibliographie
Romane
- A Man Come Home („Ein Mann kommt heim“. Longman, London 1974).
- The Murderer („Der Mörder“. Allison & Busby, London 1978; Guardian Fiction Prize).
- From the Heat of the Day („Von der Hitze des Tages“. Allison & Busby, London 1979).
- One Generation („Eine Generation“. Allison & Busby, London 1980).
- Genetha (Allison & Busby, London 1981).
- Kwaku; or, the Man Who Could Not Keep His Mouth Shut („Kwaku; oder, der Mann der seinen Mund nicht halten konnte“. Allison & Busby, London 1982).
- Orealla (London: Allison & Busby, 1984).
- The Shadow Bride („Die Schattenbraut“. Collins, London 1988; Persea Books, New York 1995).
- The Armstrong Trilogy („Die Armstrong-Trilogie“. Persea, New York 1994).
- The Ministry of Hope („Das Ministerium der Hoffnung“. Marion Boyars, London 1997).

Memoiren
- Shadows Round the Moon: Caribbean Memoirs („Schatten um den Mond: Karibische Memoiren.“ London: Collins, 1990).

Kurzgeschichten
- Miss Mabel’s Burial („Miss Mabels Begräbnis“). In: Kaie. Georgetown, Guyana 1972.
- The Wind and the Sun („Der Wind und die Sonne“). In: Savacou. Kingston, Jamaica 1974.
- The Writer of Anonymous Letters („Der Verfasser anonymer Briefe“). In: Firebird 2. hg. v. T. J. Binding. Penguin Books, London 1983.
- Sisters („Schwestern“). In: London Magazine, September 1988.
- The Master Tailor and the Lady’s Skirt („Der Meisterschneider und das Kleid der Lady“). In: Sarah Lefanu, Stephen Hayward (Hrsg.): Colours of a New Day: Writing for South Africa. Lawrence & Wishart, London 1990.
- According to Marx („Nach Marx“). In: Marsha Rowe (Hrsg.): So Very English. Serpent’s Tail, London 1991.

Vorlesungen
- Art and Experience – Eighth series. Edgar Mittelholzer Memorial Lectures. Department of Culture, Ministry of Education, Social Development and Culture, Georgetown, Guyana 1983 (31 Seiten).

## Ehrungen
- 1972: Guyana Theatre Guild Award.
- 1978: Guardian Fiction Prize für The Murderer.
- 1989: Guyana Prize for Literature.
- 1991: Booker Prize auf der Shortlist: The Shadow Bride.